# Gail Jefferson
Pour les articles homonymes, voir Jefferson.
Gail Jefferson (22 avril 1938, Iowa City - 21 février 2008, Pays-Bas) était une linguiste et sociologue américaine dont les travaux s'inscrivent dans le courant de l'ethnométhodologie. 
Elle a contribué au développement de l'analyse conversationnelle avec Harvey Sacks et Emanuel Schegloff. Sa méthode de transcription des conversations est connue sous le nom de « Jefferson System ». Jefferson est décédé du cancer en mars 2008. Après avoir été chercheur à l'Université de Manchester (Royaume-Uni) (1978-1981), de Tilbourg (Pays-Bas) (1981-1983) et occupé un poste de professeur honoraire à York (1984-1985), elle s'établit aux Pays-Bas . Auteur de nombreux articles, elle a collaboré à plusieurs ouvrages collectifs et édité les travaux de Sacks. 

## Publications
- Harvey Sacks, Emanuel A. Schegloff, Gail Jefferson, « A Simplest Systematics for the Organization of Turn-Taking for Conversation » Language, Vol. 50, No. 4, Part 1 (Dec., 1974), p. 696-735
- éditrice: Harvey Sacks, Lectures on conversation, avec une introduction de Emanuel A. Schegloff, Oxford, UK ; Cambridge, Mass. : Blackwell, 1992.
- éditrice: Harvey Sacks, Lectures, 1964-1965, Dordrecht ; Boston : Kluwer Academic Publishers, 1989.